# Вудфилд, Дэвид
Дэвид (Дэйв) Вудфилд (англ. David "Dave" Woodfield; 11 октября 1943, Ройал-Лемингтон-Спа, Англия — 1 мая 2025, Англия) — английский футболист и тренер.

## Биография
В качестве футболиста почти всю свою карьеру провел в клубе «Вулверхэмптон Уондерерс», воспитанником которого он является. В его составе провел семь сезонов в элитном первом английском дивизионе. В 1969 году отправлялся в аренду в американский «Лос-Анджелес Вулвз». Завершало свои выступления в «Уотфорде»: за три сезона провел за команду в чемпионатах 15 игр.
Закончив играть, Вудфилд остался работать тренером в «Уотфорде». Затем он перебрался на Ближний Восток. В первое время начинающий специалист ассистировал своему соотечественнику Фрэнку Уигноллу в сборной Катара. В 1976 году вошел в штаб Била Макгарри в сборной Саудовской Аравии. Позднее работал с ним в клубе «Ньюкасл Юнайтед».
В 1979 году вернулся в Саудовскую Аравию, где он самостоятельно руководил сборной на пятом Кубке нации Персидского залива в Багдаде. В турнире аравийцы заняли третье место.
До 2011 года работал в футболе на различных должностях во многих странах мира. Скончался 1 мая 2025 года на 82-м году жизни.

## Достижения
- Бронзовый призер Кубка нации Персидского залива (1): 1979.